# 순직 소방관 위념비
순직 소방관 위념비(殉職消防官慰念碑, 영어: Fallen Firefighters Memorial)는 미국 시애틀 옥시덴탈 공원에 위치한 기념물이다. 1995년 1월 5일 시애틀에서 순직한 소방관들을 기리기 위해 세워졌다.